# 白花越桔
白花越桔（学名：Vaccinium albidens）为杜鹃花科越桔属下的一个种。

## 扩展阅读
- 維基物種上的相關：白花越桔